# Równoważność masy i energii
Równoważność masy i energii – koncepcja, według której masa (bezwładna) obiektu lub układu jest miarą zawartej w nim energii. Koncepcja ta wywodzi się ze szczególnej teorii względności, przy czym idea ta oznacza faktycznie dwa  odmienne pojęcia.
- Równoważność masy spoczynkowej i energii spoczynkowej.

Każdej niezerowej masie spoczynkowej odpowiada „ukryta” energia (spoczynkowa).
- Równoważność masy relatywistycznej i energii całkowitej.

Każdej energii (spoczynkowej, kinetycznej, potencjalnej) odpowiada pewna „masa”, w szczególności energii całkowitej obiektu (układu) fizycznego odpowiada masa relatywistyczna.

## Równoważność masy spoczynkowej i energii spoczynkowej
Pewne obiekty fizyczne (tzw. ciała fizyczne) i układy fizyczne (niekoniecznie złożone z ciał fizycznych np. chmura fotonów), o niezerowej masie spoczynkowej, mają niezerową tzw. energię spoczynkową. Energia spoczynkowa stanowi część ich energii, obok energii kinetycznej, związanej z ruchem obiektu (układu) jako całości (tzn. traktowanego jako punkt materialny położony w środku masy układu) i energii potencjalnej, związanej z jego oddziaływaniem z innymi obiektami (układami). Energia spoczynkowa pozostaje niezerową (w przeciwieństwie do energii kinetycznej obiektu (układu) jako całości) w spoczynku, czyli w układzie odniesienia, w którym środek masy danego obiektu (układu) fizycznego spoczywa, tzn. pęd obiektu (układu) jest zerowy (tzw. układ środka masy lub środka pędu). Pozostaje też niezerową (w przeciwieństwie do energii potencjalnej oddziaływań z innymi obiektami) w odosobnieniu, czyli przy braku takich oddziaływań.
Masa spoczynkowa i energia spoczynkowa są różnymi wielkościami fizycznymi.
Masa spoczynkowa to wartość bezwzględna (długość wektora) czteropędu obiektu (układu) fizycznego, pozostająca stałą we wszystkich układach odniesienia, nie tylko w spoczynku – niezmiennik relatywistyczny.
Energia spoczynkowa to energia obiektu (układu) fizycznego odosobnionego – składowa czasowa jego czteropędu – mierzona w szczególnym układzie odniesienia, związanym z obiektem (układem) – układzie jego środka masy (układzie spoczynkowym, układzie własnym).
Jedynie w układzie środka masy, energia obiektu (układu) fizycznego odosobnionego jest równa jego masie spoczynkowej (z dokładnością do czynnika, czyli ze współczynnikiem proporcjonalności {\displaystyle c^{2}}).
Stwierdzenie istnienia niezerowej energii spoczynkowej (tzn. energii w układzie własnym) obiektu (układu) odosobnionego (swobodnego) i jej równości z masą spoczynkową było istotnym odkryciem naukowym.
Wielkości te związane są wzorem:
{\displaystyle E_{0}=m_{0}c^{2},}
gdzie:
{\displaystyle E_{0}} – energia spoczynkowa,
{\displaystyle c} – prędkość światła w próżni (w tej koncepcji nawet przyjęcie układu jednostek miar, w którym {\displaystyle c} równa się 1 (np. układ Plancka), nie czyniłoby masy spoczynkowej i energii spoczynkowej tą samą wielkością fizyczną, {\displaystyle c} jest tylko współczynnikiem),
{\displaystyle m_{0}} – masa spoczynkowa.
Zwolennicy poglądu, że jedyną wielkością fizyczną, „dziedziczącą” w szczególnej teorii względności rolę masy newtonowskiej jest masa spoczynkowa, nazywają ją po prostu „masą”, oznaczają {\displaystyle m} i piszą {\displaystyle E_{0}=mc^{2}.} Według tej koncepcji nazwa „masa” (bez przymiotnika) powinna być związana z niezmiennikiem relatywistycznym, nawet jeśli (w przeciwieństwie do poglądu Newtona) wielkość tak nazwana nie jest addytywna, i nie jest współczynnikiem proporcjonalności między prędkością i pędem ({\displaystyle p} nie równa się {\displaystyle m_{0}v}).
Energia obiektu (układu) fizycznego, o niezerowej masie spoczynkowej (ciała fizycznego), odosobnionego (swobodnego), mierzona w innym niż spoczynkowy układzie odniesienia, związana jest z energią spoczynkową wzorem {\displaystyle E=E_{0}\gamma ,} gdzie {\displaystyle \gamma } – czynnik Lorentza. Jest zawsze większa od energii spoczynkowej, więc też większa od masy spoczynkowej; zwiększenie prędkości względem układu odniesienia zwiększa energię; przy prędkości dążącej do prędkości światła w próżni, energia obiektu fizycznego o niezerowej masie spoczynkowej dąży do nieskończoności.
Istnieją obiekty fizyczne (np. fotony), poruszające się względem każdego układu odniesienia z prędkością {\displaystyle c} (w próżni), o zerowej masie spoczynkowej i energii spoczynkowej, lecz niezerowej, skończonej i stałej energii całkowitej (cała ich energia jest energią kinetyczną).

### Zmiany masy spoczynkowej
Energia spoczynkowa może być w pewnych procesach fizycznych przekształcana w inne formy energii, a inne formy energii w energię spoczynkową. Zmiana energii spoczynkowej układu fizycznego jest równa zmianie jego masy spoczynkowej (z dokładnością do czynnika, czyli ze współczynnikiem proporcjonalności {\displaystyle c^{2}}).
Do całkowitej masy spoczynkowej układu fizycznego wnoszą wkład nie tylko masy spoczynkowe jego składników, ale też ich energie kinetyczne i energie potencjalne ich oddziaływań wzajemnych, mierzone w układzie środka masy (brak addytywności masy spoczynkowej).
Zmiana masy spoczynkowej układu może więc nastąpić nie tylko przez zmianę sumy mas spoczynkowych jego składników (układ otwarty), ale też przez zmianę w jakikolwiek inny sposób tak zwanej energii wewnętrznej układu (układ zamknięty, lecz nie izolowany) np. zmianę energii kinetycznej składników, lub energii potencjalnej ich oddziaływań wzajemnych. Niekiedy utożsamia się energię wewnętrzną z energią spoczynkową, niekiedy z częścią energii spoczynkowej, możliwą do przekształcenia w inne formy energii lub do uzyskania z innych form energii, w danym procesie fizycznym.
Natomiast nie zmieniają masy spoczynkowej układu zmiany energii kinetycznej lub energii potencjalnej układu jako całości (tzn. traktowanego jako punkt materialny położony w środku masy układu).

## Równoważność masy relatywistycznej i energii całkowitej
Wszystkie obiekty (układy) fizyczne, o niezerowej energii całkowitej (czyli w ogóle wszystkie, gdyż nie istnieją obiekty fizyczne o zerowej energii), w tym także obiekty (układy) o zerowej masie spoczynkowej np. fotony, mają niezerową tzw. masę relatywistyczną.
Masa relatywistyczna i energia całkowita obiektu (układu) fizycznego są tą samą wielkością fizyczną.
Zarówno masa relatywistyczna, jak i energia całkowita obiektu (układu) fizycznego to składowa czasowa jego czteropędu, która nie jest niezmiennikiem relatywistycznym.
W każdym układzie odniesienia wielkości te są sobie tożsamościowo równe (z dokładnością do czynnika, czyli ze współczynnikiem proporcjonalności {\displaystyle c^{2}}), choć wartość ich zmienia się przy zmianie tego układu.
Stwierdzenie równości energii całkowitej obiektu (układu) fizycznego i jego masy relatywistycznej to konwencja terminologiczna (mogąca być przyczyną nieporozumień, wynikłych z nazwania jednej wielkości fizycznej dwiema nazwami).
Wielkości te związane są wzorem:
{\displaystyle E=m_{r}c^{2}}
gdzie:
{\displaystyle E} – energia całkowita,
{\displaystyle c} – prędkość światła w próżni (W tej koncepcji nawet przyjęcie układu jednostek miar, w którym {\displaystyle c} nie równa się 1 (np. układ SI), nie czyni masy relatywistycznej i energii całkowitej różnymi wielkościami, {\displaystyle c} jest tylko współczynnikiem.),
{\displaystyle m_{r}} – masa relatywistyczna.
Zwolennicy poglądu, że jedyną wielkością fizyczną, „dziedziczącą” w szczególnej teorii względności rolę masy newtonowskiej, jest masa relatywistyczna, nazywają ją po prostu „masą”, oznaczają {\displaystyle m} i piszą {\displaystyle E=mc^{2}.} Według tej koncepcji nazwa „masa” (bez przymiotnika) powinna być związana z wielkością addytywną, współczynnikiem proporcjonalności między prędkością i pędem ({\displaystyle p} równa się {\displaystyle m_{r}v}), nawet jeśli (w przeciwieństwie do poglądu Newtona) wielkość tak nazwana nie jest niezmiennikiem relatywistycznym.

### Zmiany masy relatywistycznej
Zmiana masy relatywistycznej (energii całkowitej) obiektu (układu) fizycznego może nastąpić przez zmianę sumy mas spoczynkowych składników (układ otwarty), zmianę energii wewnętrznej układu (układ zamknięty, lecz nie izolowany), ale też przez zmianę energii kinetycznej lub energii potencjalnej układu jako całości.

## Nazewnictwo

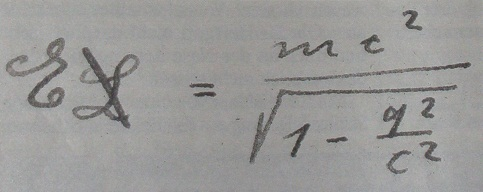
Równanie równoważności masy i energii – notatka Einsteina (1912)

Równanie {\displaystyle E=mc^{2}} bywa określane jako „wzór Einsteina”, który został sformułowany w roku 1905. Jednak równanie to nie było owocem jednej pracy. W roku 1905, w pracy „Czy bezwładność ciała zależy od zawartej w nim energii?” Einstein używał symbolu {\displaystyle V} dla oznaczenia prędkości światła w próżni i symbolu {\displaystyle L} dla oznaczenia energii traconej przez ciało w formie promieniowania. Wobec tego, zasada równoważności masy i energii nie została początkowo zapisana jako równanie {\displaystyle E=mc^{2},} ale jako zdanie w języku niemieckim, które znaczyło „jeśli ciało oddaje energię {\displaystyle L} w formie promieniowania, to jego masa zmniejsza się o {\displaystyle L/V^{2}}”.
Ponad ostatnim równaniem w tej pracy Einstein umieścił uwagę o jednej z przyczyn, dla których jego zdaniem zasada równoważności miała charakter przybliżony, wskazując na konieczność odrzucenia wyrazów czwartego rzędu i wyższych rozwinięcia pierwiastka w szereg. W roku 1907, einsteinowska zasada równoważności masy i energii została zapisana jako {\displaystyle M_{0}=E_{0}/c^{2}} przez Maxa Plancka. Następnie, w tym samym roku Johannes Stark podał interpretację kwantową zasady równoważności masy i energii, zakładając jej poprawność i ważność (Gültigkeit) do realizacji celu, który sobie wyznaczył. Celem tym było obliczenie minimalnej ilości energii zawartej w elektronie w stanie spoczynku. Stark zapisał jednak swoje równanie jako {\displaystyle e_{0}=m_{0}c^{2},} co wciąż różniło się obecnie najbardziej popularnej wersji równania.
W roku 1912 Einstein dostał zamówienie na tekst, który miał wejść w skład książki jako kilka rozdziałów poświęconych teorii względności. Einstein napisał 72 strony rękopisu, który jest najstarszym zachowanym rękopisem teorii względności. Na skutek wybuchu I wojny światowej książka nigdy nie została wydana. W rękopisie tego nieopublikowanego tekstu Einstein przekreślił symbol lagranżjanu L, zastępując go literą E.
W roku 1924, Louis de Broglie założył poprawność wyrażenia „énergie=masse {\displaystyle c^{2}}”, które umieścił na stronie 31 swojej pracy Recherches sur la théorie des quanta (opublikowanej w roku 1925), ale on również nie napisał {\displaystyle E=mc^{2}.} Jednak Albert Einstein powrócił do tematu po drugiej wojnie światowej i tym razem napisał {\displaystyle E=mc^{2}} w tytule swojego artykułu, którego celem było wyjaśnienie i uświadomienie problemu przez analogię, w sposób zrozumiały dla czytelnika niebędącego specjalistą. Tytuł artykułu w wersji opublikowanej w języku angielskim w „Science Illustrated” powstał z wzoru {\displaystyle E=mc^{2},} który Einstein umieścił w tytule oryginału i z tłumaczenia ostatnich słów tekstu najbardziej naglący (najpilniejszy) problem naszych czasów.

## Historia
Chociaż Albert Einstein był pierwszym, który wydedukował sformułowanie równoważności masy i energii w formie uważanej dzisiaj za poprawną, nie był on pierwszym, który powiązał masę z energią. Niemniej jednak niemal wszyscy poprzedzający go autorzy uważali, że energia wchodząca w skład masy ma postać pola elektromagnetycznego.

### Newton: materia i światło
W 1717 roku Isaac Newton spekulował w „Pytaniu 30” w Opticks, że cząstki światła i materii są wzajemnie zamienialne. Zapytał:

Czy ciała stałe i światło nie są zamienialne jedno w drugie, i czy ciała nie mogą większości swojej aktywności otrzymywać od cząstek światła, które wchodzą w ich skład?

### Swedenborg: materia złożona z „czystego i całkowitego ruchu”
W 1734 roku, szwedzki naukowiec i teolog Emanuel Swedenborg, w swojej książce Principia teoretyzował, że cała materia jest ostatecznie złożona z bezwymiarowych punktów „czystego i całkowitego ruchu”. Opisał ten ruch jako pozbawiony siły, kierunku i prędkości, lecz posiadający potencjał dla tych wielkości wszędzie wewnątrz siebie.

### Masa elektromagnetyczna
W XIX stuleciu oraz na początku XX miało miejsce wiele prób zrozumienia, jak masa obiektu naładowanego zależy od pola elektrycznego, w czym brali udział Joseph John Thomson (1881), Oliver Heaviside (1888), and George Frederick Charles Searle (1897), Wilhelm Wien (1900), Max Abraham (1902) i Hendrik Lorentz (1904). Koncepcja ta została nazwana masą elektromagnetyczną, i miała zależeć zarówno od prędkości, jak i kierunku ruchu. Lorentz (1904) podał następujący wzór na masę podłużną i poprzeczną:
{\displaystyle m_{L}={\frac {m_{0}}{\left({\sqrt {1-{\frac {v^{2}}{c^{2}}}}}\right)^{3}}},\quad m_{T}={\frac {m_{0}}{\sqrt {1-{\frac {v^{2}}{c^{2}}}}}},}
gdzie:
{\displaystyle m_{0}={\frac {4}{3}}{\frac {E_{em}}{c^{2}}}.}

### Ciśnienie promieniowania i bezwładność
Innym sposobem wyprowadzenia pewnego rodzaju masy elektromagnetycznej jest koncepcja ciśnienia promieniowania. W 1900 roku Henri Poincaré utożsamił promieniowanie elektromagnetyczne z „fikcyjnym płynem”, posiadającym pęd i masę:
{\displaystyle m_{em}=E_{em}/c^{2}.}
Poincaré próbował w ten sposób uratować twierdzenie o środku masy w teorii Lorentza, chociaż prowadziło to do paradoksów promieniowania.
Friedrich Hasenöhrl pokazał w 1904 roku, że elektromagnetyczne promieniowanie ciała doskonale czarnego niesie „widoczną masę”
{\displaystyle m_{0}={\tfrac {4}{3}}{\tfrac {E_{em}}{c^{2}}}}
będącą częścią masy ciała. Twierdził on, że niesie to ze sobą również zależność masy od temperatury.

### Einstein: równoważność masy i energii
Albert Einstein opublikował swoją wersję zasady równoważności masy i energii w pracy (niem. Ist die Trägheit eines Körpers von seinem Energieinhalt abhängig?, pol. Czy bezwładność ciała zależy od zawartej w nim energii) wydanej 27 września 1905 r. w „Annalen der Physik”. Einstein uważał, że równanie równoważności ma zasadnicze znaczenie, ponieważ pokazuje że cząstka, posiadająca masę, ma energię „spoczynku” zwaną „wewnętrzną”, w odróżnieniu od znanych wcześniej energii kinetycznej i potencjalnej. Jednak większość naukowców dostrzegła znaczenie tego równania dopiero około 1930 roku.
W pracy swej Einstein pisze (w wolnym tłumaczeniu) Jeżeli ciało odda energię {\displaystyle L} w postaci promieniowania, jego masa zmniejszy się o {\displaystyle L/c^{2}\dots } Jeżeli teoria jest prawdziwa, to promieniowanie przenosi inercję (bezwładność) między ciałem emitującym i absorbującym energię.
Odkrycie to było trudne do przyjęcia dla Einsteina – stąd uwaga o prawdziwości. Uważał on, że masa cząstki jest niezmienna i niezależna od prędkości.
Max Planck był pierwszym, który poza Einsteinem, wskazał ważność równania, zauważając, że masa układów związanych jest mniejsza od masy składników o równoważność energii wiązania układu. Planck zauważa też, że dla układów atomów związanych chemicznie, energia, a tym samym i różnica masy, jest niewielka, ale dla przemian jądrowych różnica masy jest zauważalna i na tej podstawie można określić energię przemiany.

### Inni
W XIX stuleciu miało miejsce szereg prób wykazania, że masa i energia są równoważne, na bazie różnych teorii eteru. W roku 1873 Nikolay Umov wskazał na relację pomiędzy masą a energią w eterze w formie {\displaystyle 1=E=kmc^{2},} gdzie {\displaystyle 0{,}5\leqslant k\leqslant 1}. Relację masy i energii prezentowało również piśmiennictwo Samuela Prestona i publikacja Olinto De Pretto z 1903 roku. Publikacja De Pretto zyskała uwagę prasy, gdy Umberto Bartocci odkrył, iż De Pretto i Einsteina dzieliły jedynie trzy stopnie oddalenia, z czego wywnioskował, że Einstein przypuszczalnie znał prace De Pretto.
Preston i De Pretto, podążając śladami Le Sage’a, wyobrażali sobie, że Wszechświat wypełniony jest eterem drobnych cząstek, poruszających się zawsze z prędkością światła w próżni, {\displaystyle c.} Każda z tych cząstek ma energię kinetyczną {\displaystyle mc^{2},} aż do małego czynnika numerycznego. Nierelatywistyczna formuła energii kinetycznej nie zawsze uwzględniała tradycyjny czynnik 1/2, gdyż wprowadzając energię kinetyczną, Leibnitz go pominął, i w fizyce relatywistycznej jest on głównie kwestią konwencji. Z założenia, że każda cząstka ma masę będącą sumą mas tworzących ją cząstek eteru, autorzy wywnioskowali, że cała materia zawiera ilość energii kinetycznej równej {\displaystyle E=mc^{2}} lub {\displaystyle 2E=mc^{2},} zależnie od konwencji. Eter cząsteczkowy był wówczas traktowany jako zbyt spekulatywny by, aby go zaakceptować, a ponieważ autorzy nie sformułowali teorii względności, ich rozumowanie było całkowicie odmienne od Einsteina, który użył teorii względności do zmiany układów odniesienia.
Niezależnie, Gustave Le Bon spekulował w 1905 roku, że atomy mogą uwalniać wielkie ilości utajonej energii, wnioskując to z całościowej, jakościowej filozofii fizyki.

## Wyprowadzenie wzoru
Pierwszego wyprowadzenia wzoru {\displaystyle E=mc^{2}} Einstein dokonał w 1905 roku w oparciu o emisję płaskich fal świetlnych o energii {\displaystyle {\frac {L}{2}}} przez ciało w dwóch przeciwnych kierunkach w dwóch układach współrzędnych {\displaystyle (x,y,z)} i {\displaystyle (\xi ,\eta ,\zeta )}.
Później pojawiły kolejne wyprowadzenia tego wzoru:
- obliczenie pracy prowadzące do energii kinetycznej (1905)
- emisja dwóch fotonów widziana w dwóch układach odniesienia (efekt Dopplera) (1905)
- emisja i absorpcja jednego fotonu (1906)
- czwarta składowa czterowektora pędu (1935)

Wzór {\displaystyle E=mc^{2}} został wyprowadzony już eksperymentalnie przez Lebiediewa (1900), a potwierdzony z dużą dokładnością przez Nicholsa i Hulla (1901) na podstawie twierdzenia Poytinga (1884) – jednak wtedy nie znano teorii względności i mechaniki kwantowej – jest więc to twierdzenie wyprowadzone na gruncie fizyki klasycznej.
Poniżej zaprezentowano inny przykład wyprowadzenia tego wzoru opierającego się na fizyce klasycznej (ściślej – na II zasadzenie dynamiki Newtona):
{\displaystyle F={\frac {dp}{dt}}={\frac {d(mv)}{dt}}.}
Gdy prędkość ciała jest bliska prędkości światła, masa nie jest stała:
{\displaystyle F=v{\frac {dm}{dt}}+m{\frac {dv}{dt}}.}
Mnożąc obydwie strony przez {\displaystyle ds{:}}
{\displaystyle Fds=vdm{\frac {ds}{dt}}+mv{\frac {ds}{dt}}=v^{2}dm+mvdv.}
Różniczkując wzór na masę relatywistyczną:
{\displaystyle m(v)=v{\frac {m_{0}}{\sqrt {1-{\frac {v^{2}}{c^{2}}}}}},}
{\displaystyle {\frac {dm(v)}{dv}}=v{\frac {mv}{c^{2}-v^{2}}},}
{\displaystyle dm=v{\frac {mv}{c^{2}-v^{2}}}dv,}
otrzymujemy:
{\displaystyle E=Fds=dm(c^{2}-v^{2})+v^{2}dm=c^{2}dm=d(mc^{2}).}

## Konsekwencje
Przejawem tej równoważności jest tzw. deficyt masy (niedobór masy) pojawiający się zawsze, gdy układ oddaje energię; widoczny szczególnie, gdy zmiany energii przypadające na jednostkę masy są duże, np. w:
- w reakcjach jądrowych:
  - w reakcji fuzji (syntezy jądrowej),
  - w reakcji rozszczepienia jądra atomowego,
- w różnicy pomiędzy masą jądra atomowego a sumą mas nukleonów

wchodzących w jego skład (energia wiązania jądra atomowego).
Wszystkie procesy fizyczne oddające energię tracą masę, np.:
- reakcja termojądrowa – źródło energii gwiazd,
- rozszczepienie jąder atomowych – źródło energii w elektrowniach atomowych i bombach atomowych,
- rozpady promieniotwórcze – jedno ze źródeł energii ogrzewającej ziemię (od wewnątrz),
- kreacja par – źródło materii we wszechświecie,
- anihilacja,
- promieniowanie elektromagnetyczne (cieplne i widzialne) Słońca.

Słońce oddając energię w postaci promieniowania elektromagnetycznego traci masę w tempie: {\displaystyle m=L/c^{2}=4\cdot 10^{9}\ \mathrm {kg/s} .}